# Vipera anatolica
Vipera anatolica е вид змия от семейство Отровници (Viperidae). Видът е критично застрашен от изчезване.

## Разпространение и местообитание
Разпространен е в Турция.
Обитава планини, възвишения, ливади, степи, плата, блата, мочурища и тресавища.

## Описание
Популацията на вида е намаляваща.